# Julius Schnitzler (Mediziner)
Julius Schnitzler (* 13. Juli 1865 in Wien; † 29. Juni 1939 ebenda) war ein österreichischer Mediziner und Hochschulprofessor.
Julius Schnitzler wurde als Sohn des Mediziners Johann Schnitzler geboren. Er ist der jüngere Bruder des Schriftstellers Arthur Schnitzler. Die Brüder verband zeitlebens ein freundschaftliches, aber etwas distanziertes Verhältnis.
1888 promovierte Schnitzler als Mediziner an der Universität Wien. Wie sein Vater war er auch an der Allgemeinen Poliklinik, wo er in den Jahren 1895 und 1896 die Leitung der chirurgischen Abteilung innehatte.  Anschließend wechselte er als Primararzt für Chirurgie an das k.k. Krankenhaus Wieden.
Schnitzler publizierte ausführlich, vor allem zu chirurgischen Fragen. Er wurde 1895 habilitiert, 1908 zum außerordentlichen Professor ernannt. Im April 1934 wurde er in den Ruhestand versetzt. Julius Schnitzler war verheiratet mit Helene, geborene Altmann (1871–1941). Der gemeinsame Sohn Hans Schnitzler (1895–1967) war ebenfalls Chirurg.

## Schriften (Auswahl)
- Über Appendicitis. In: Centralblatt der gesammten Therapie. Jg. 1897, Heft 4, S. 1–100.
- Über Magenchirurgie – Erfahrungen und Betrachtungen. In: Medizinische Klinik. Jg. 17, 1914, S. 714 ff.
- Rückblick auf 2000 Operationen wegen Appendicitis. In: Deutsche Medizinische Wochenschrift. Jg. 1909, Heft 51, S. 2263 ff.